# Dilacinia badialis
Dilacinia badialis är en fjärilsart som beskrevs av Hans Georg Amsel 1961. Dilacinia badialis ingår i släktet Dilacinia och familjen Crambidae. Inga underarter finns listade i Catalogue of Life.